# Буґаба (округ)
Округ Буґаба (ісп. Distrito de Bugaba) — округ провінції Чирикі Панама. Адміністративний центр — місто  Ла-Консепсьйон.

## Географія
Загальна площа округу становить 879.91 км². Округ було створено 6 серпня 1863 року.
Округ Буґаба межує з такими округами провінції Чирикі — на сході межує з Бокерон, на півночі з Т'єррас-Альтас, на північному заході з Ренасім'єнто на заході з Бару, на півдні з Аланхе.
Територією округу протікають річки: Ескаррера, Мула, Ґуйґала, Мачо-де-Монте, Пьєдра, Ґаріче, Дівала, Мірадор. 

## Населення
За даними перепису населення 2010 року населення склало 78 209 осіб. 
Станом на 7 січня 2015 року оціночна кількість населення становила 82 615 осіб.
| 2000     | 2010     | 2015     |
| -------- | -------- | -------- |
| → 68 570 | ↗ 78 209 | ↗ 82 615 |

## Економіка
Основним видом економічної діяльності у окрузі є сільське господарство. У окрузі вирощують рис, кукурудзу, квасолю, тютюн, маракую, картоплю, цибулю, капусту (90% від усього виробництва Панами), салат (95% від усього виробництва Панами), моркву (88 % від усього виробництва Панами), буряк та фрукти. Округ Буґаба займає перше місце у виробництві овець, великої рогатої худоби та коней у Панамі.
У окрузі також розвинутий туризм (агротуризм, рекреаційний туризм, екотуризм).

## Адміністративний поділ
13 вересня 2013 року округ Буґаба був розділений і з виокремлених територій створено новий округ Т'єррас-Альтас.
Округ Буґаба адміністративно поділений на 12 корреґіментів:
1. Ла-Консепсьйон (адм.центр)
2. Ассерріо-де-Ґаріче
3. Буґаба
4. Ґомес
5. Ель-Бонґо
6. Ла-Естрелья
7. Сан-Андрес
8. Санто-Домінґо
9. Санта-Марта
10. Санта-Роза
11. Солано
12. Сортова

## Галерея

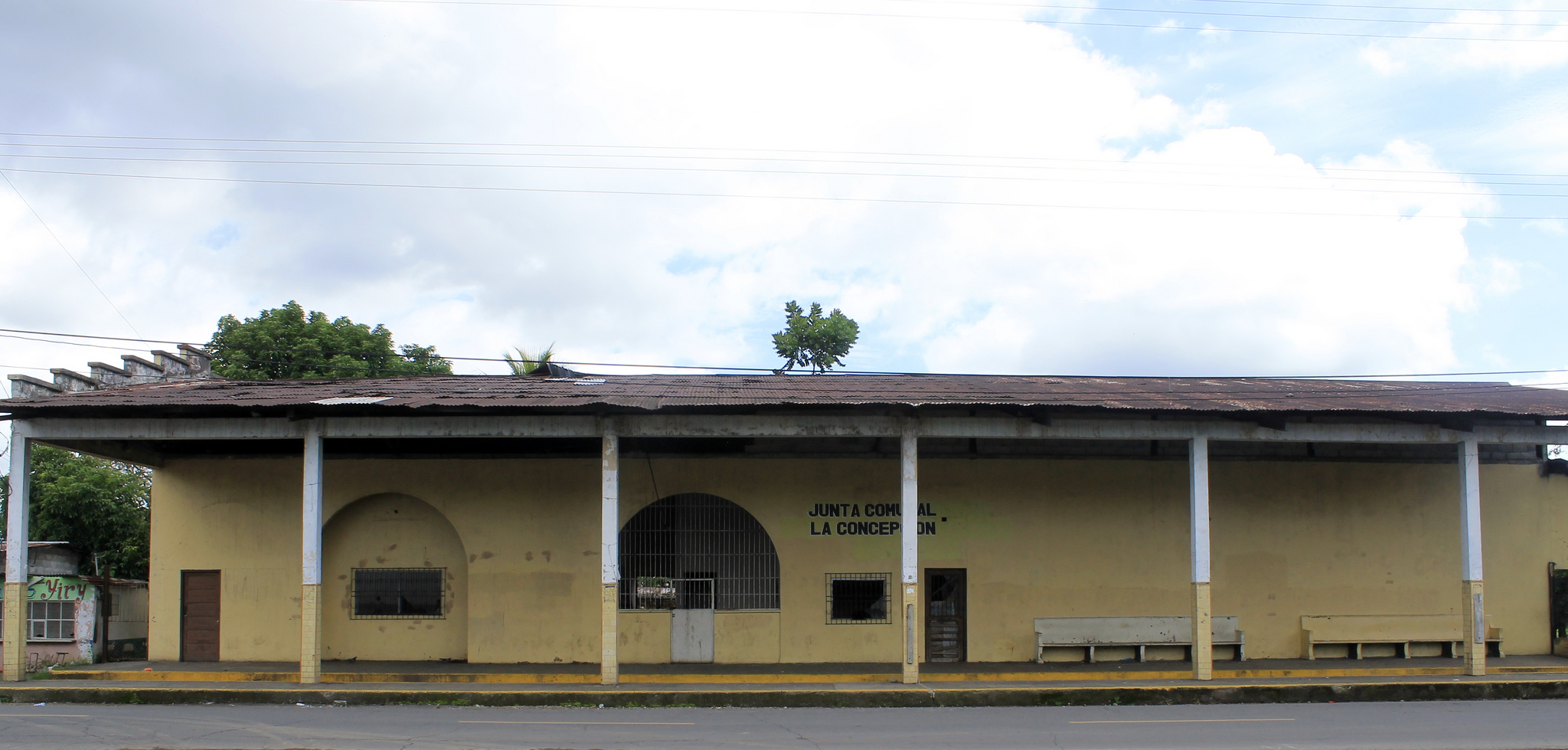
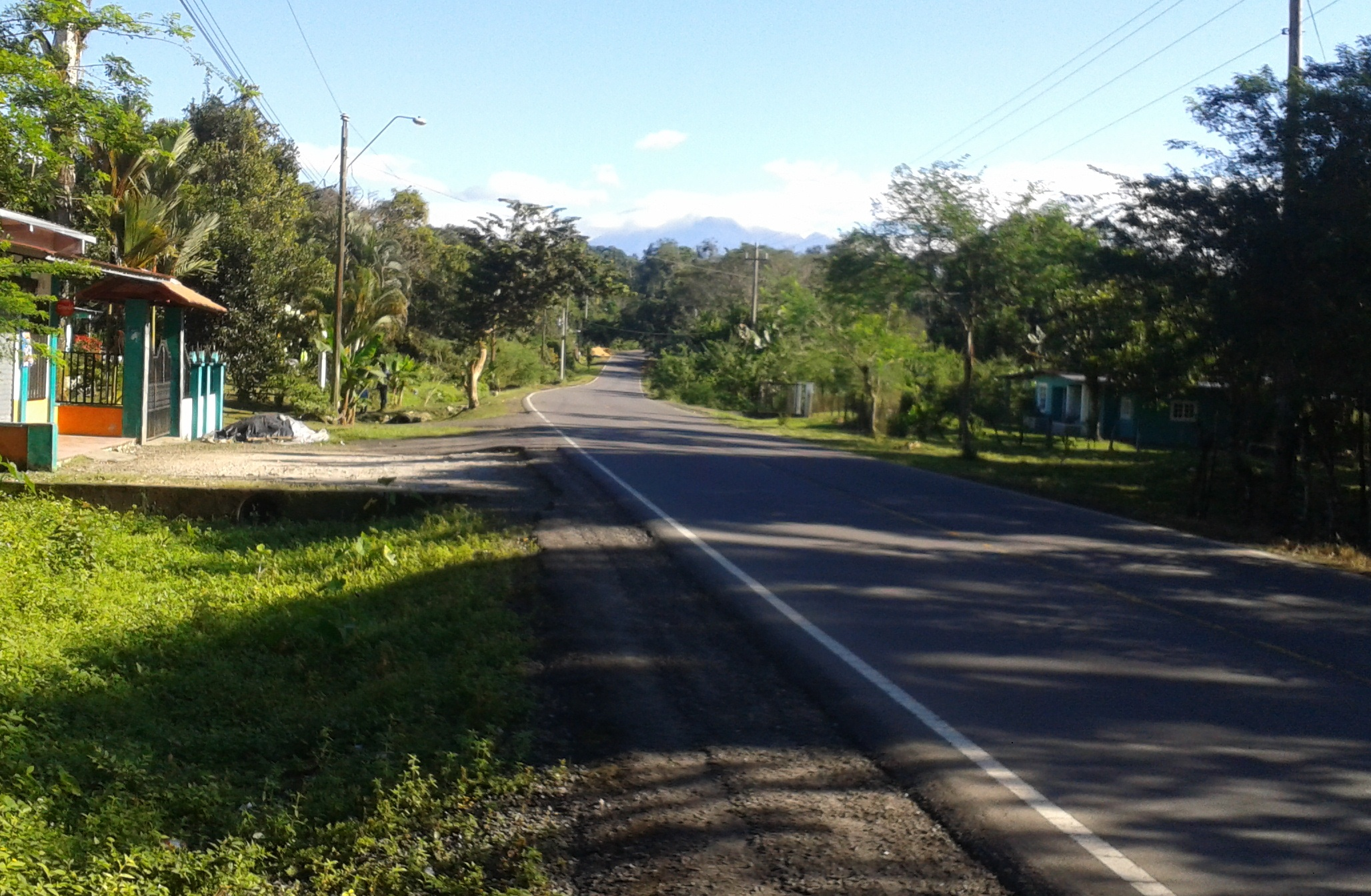
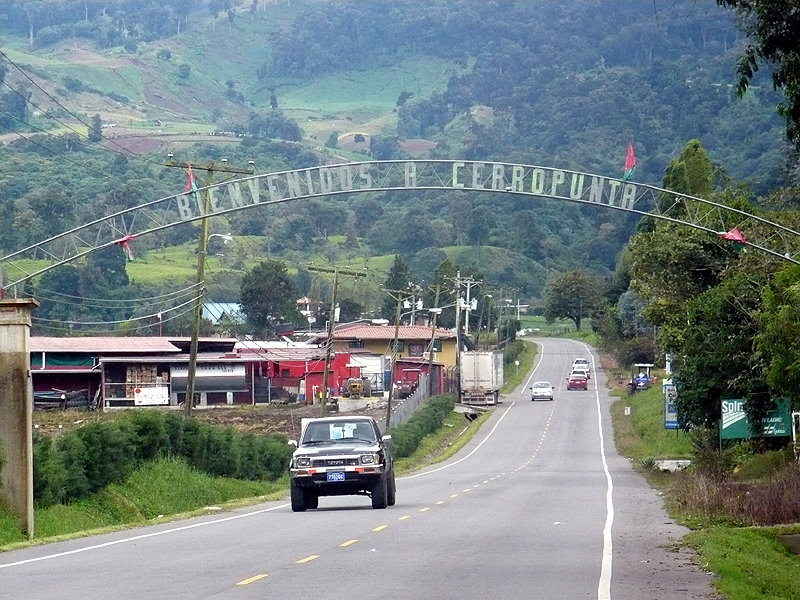
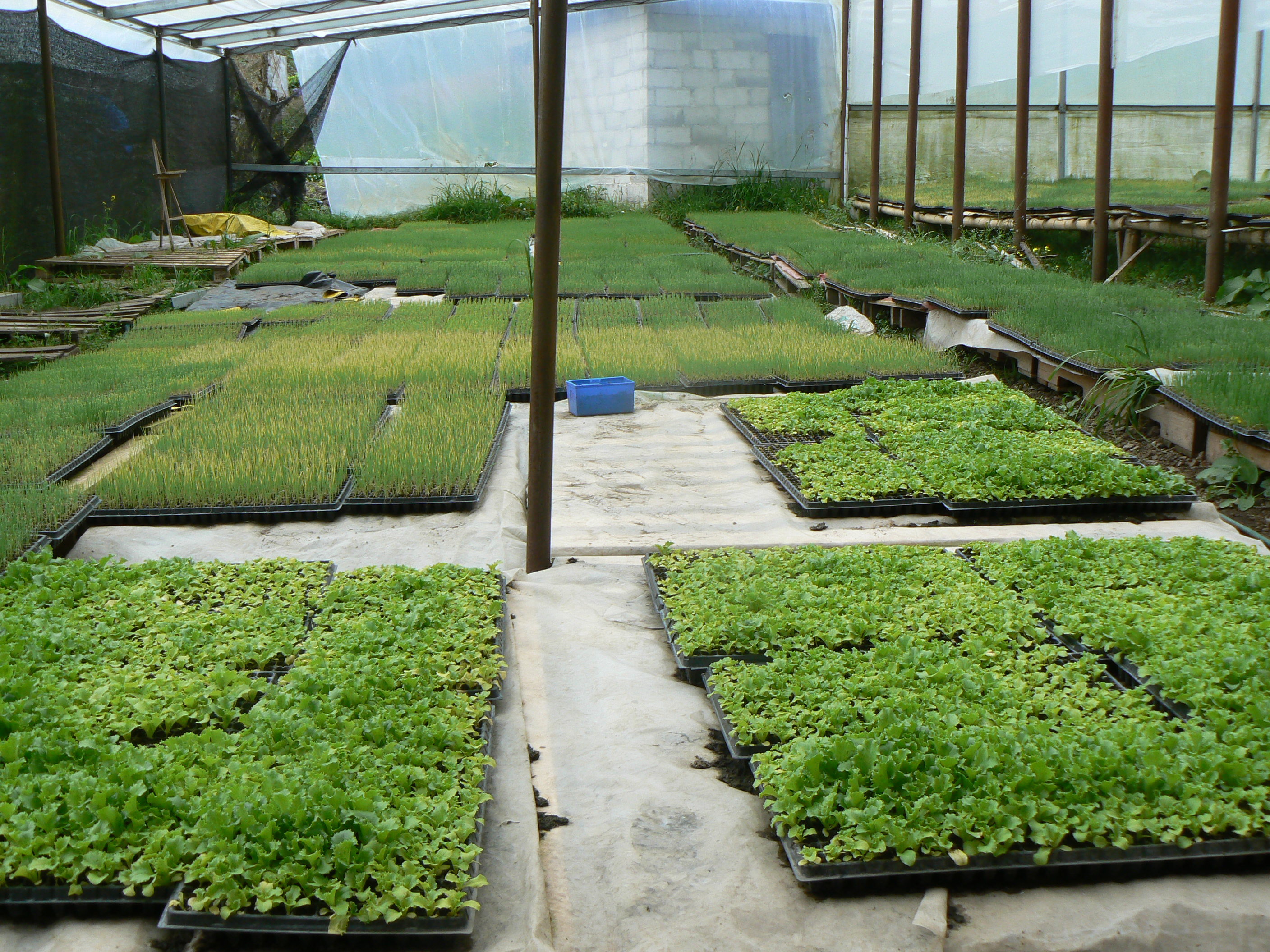
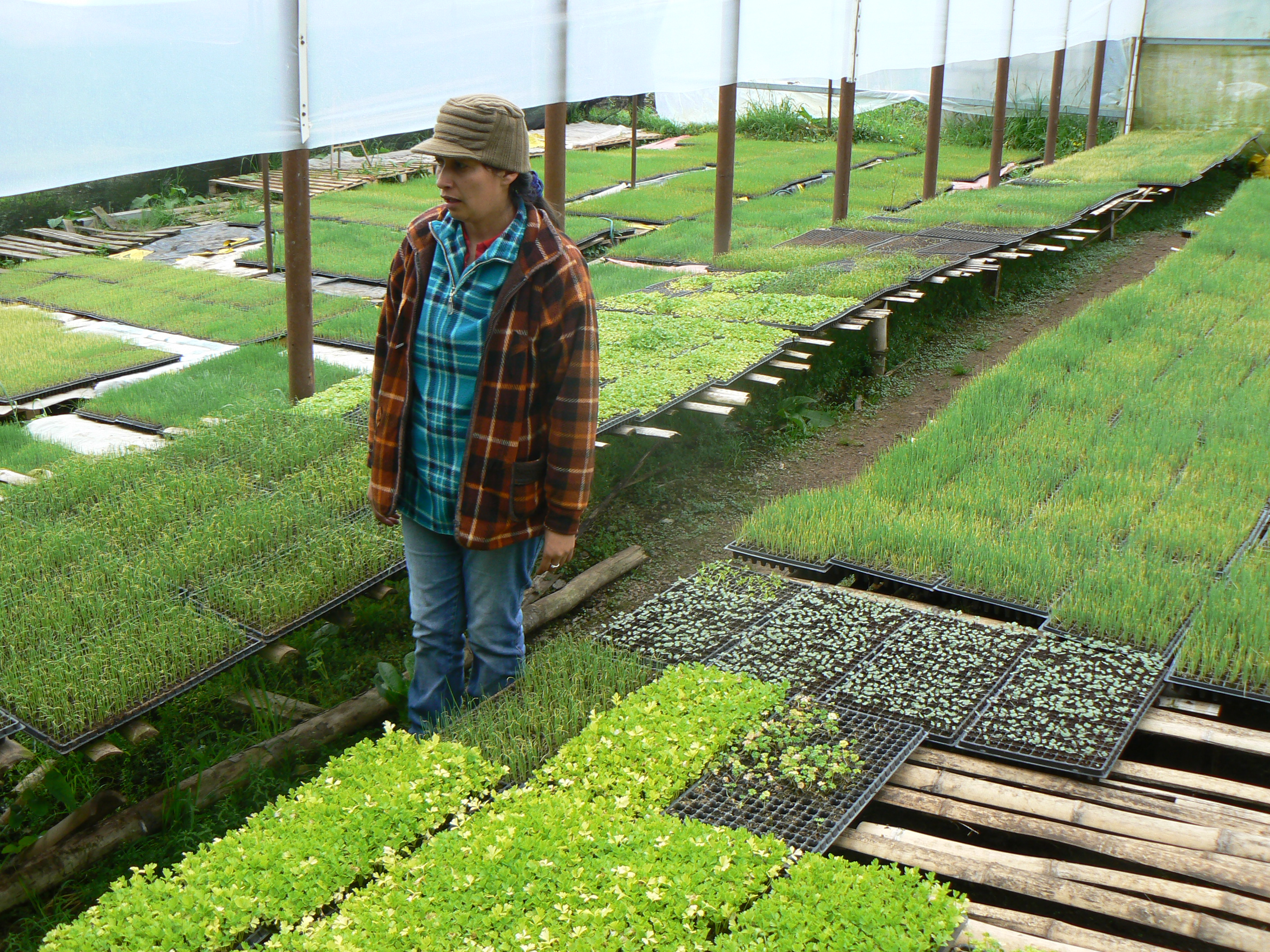
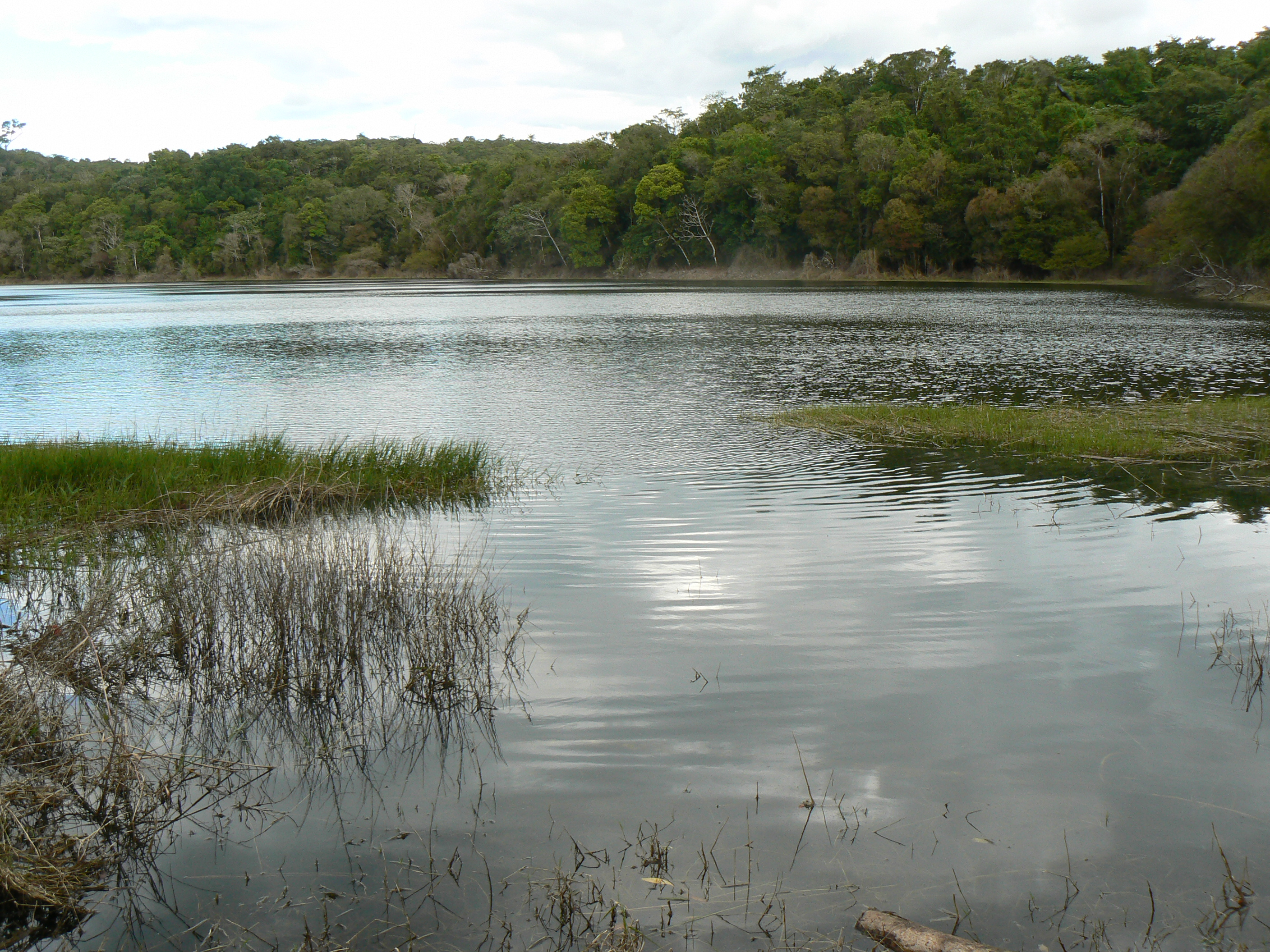
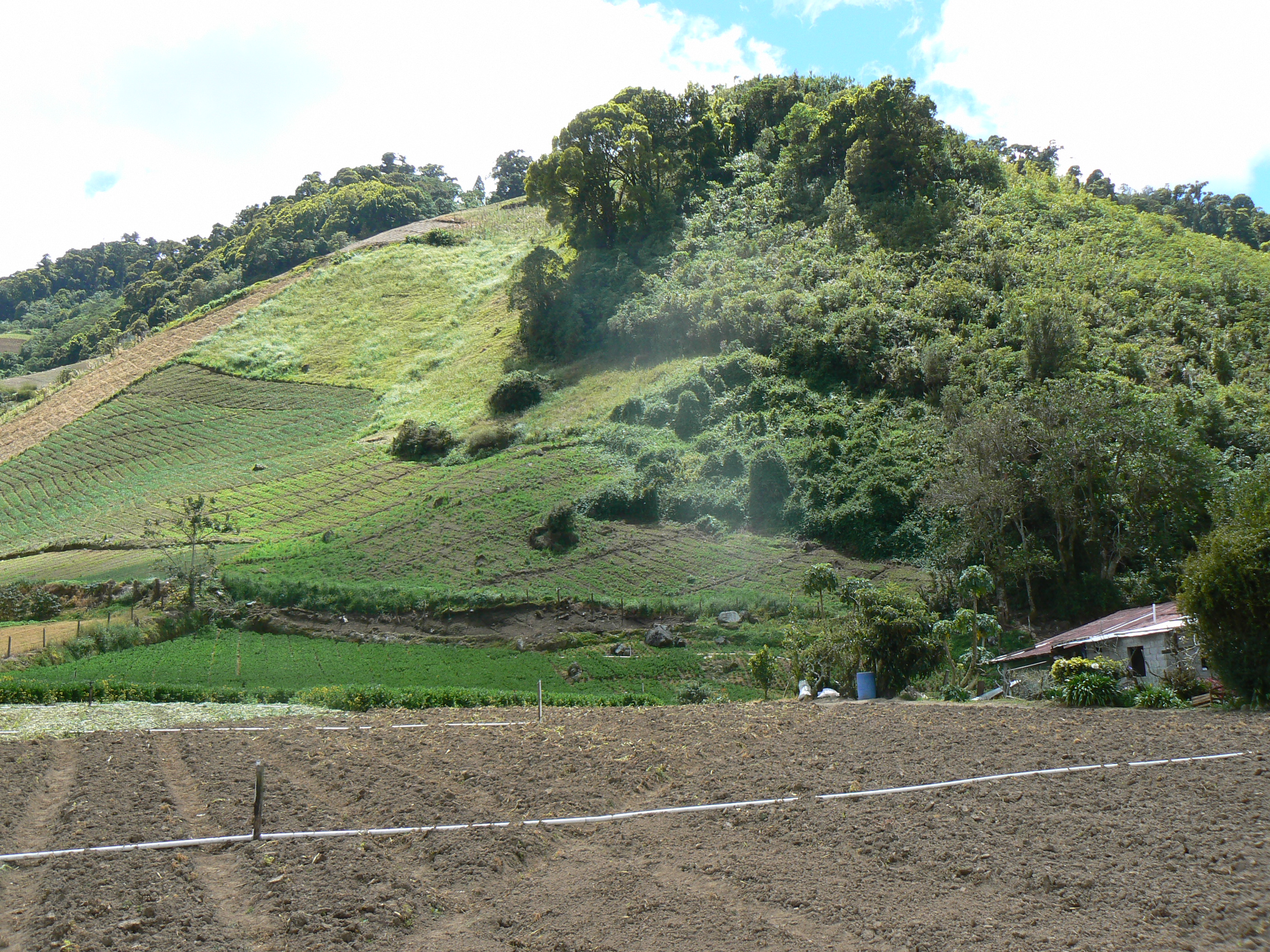
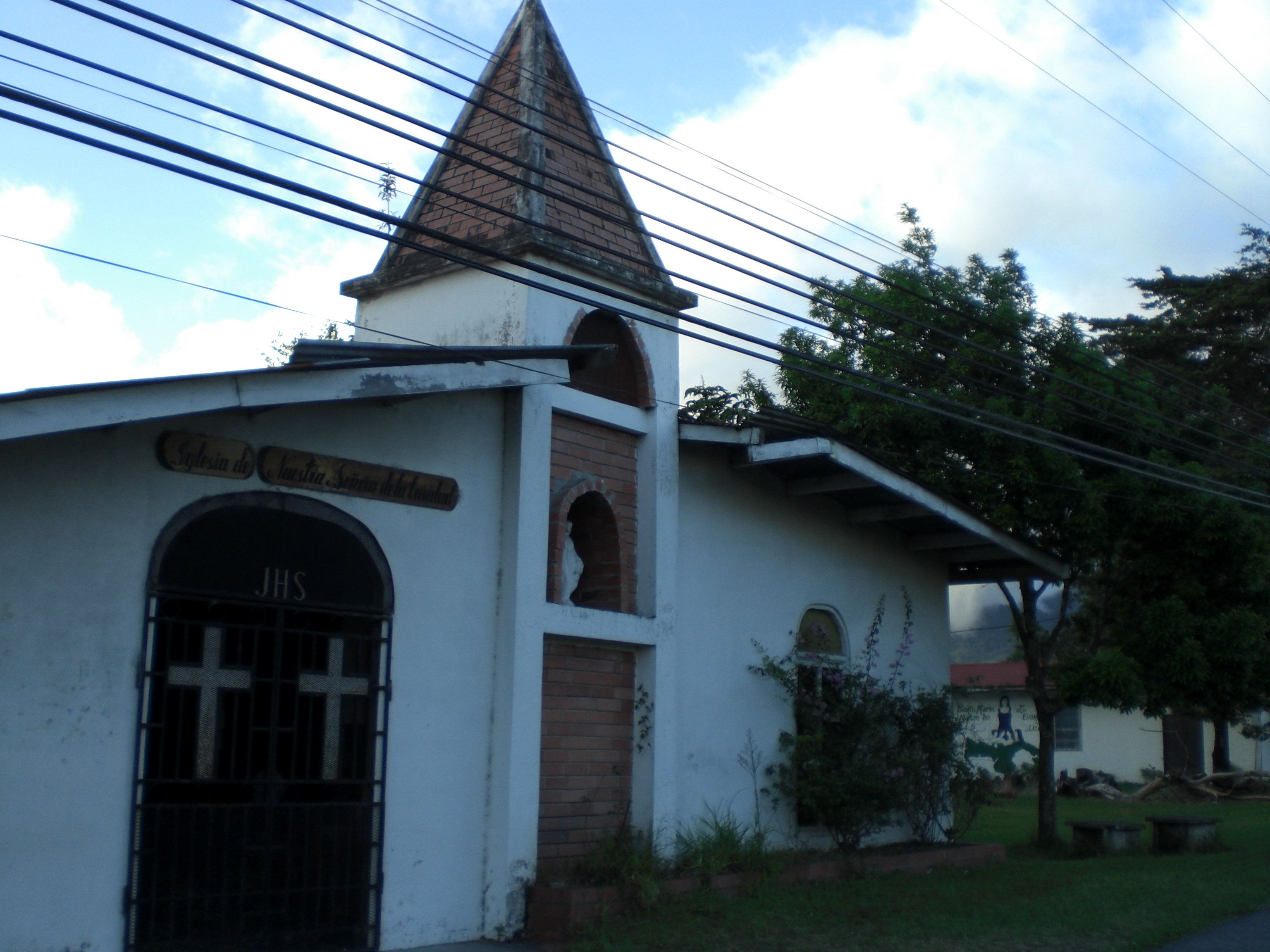